# Агнесса Цешинская
Агнесса Цешинская (пол. Agnieszka Cieszyńska, чеш. Anežka Těšínská; 1338/1340 — 6 февраля/27 апреля 1371) — польская принцесса из цешинской ветви рода Силезских Пястов, жена князя Конрада II Олесницкого (1338/1340 — 10 июня 1403).

## Биография
Агнесса была шестым ребенком и третьей дочерью Великопольского князя Казимира I Цешинский и его жены Евфимии Мазовецкой.
Между 1352 и 1354 годами она вышла замуж за князя Конрада II Олесницкого. Из-за близкого родства им пришлось обратиться за согласием к папе Иннокентию VI. Согласие папы было получено в 1357 году. С 1366 по 1369 годы ее муж Конрад II Олесницкий и брат Пшемыслав I Носак вели спор по условиям раздела Бытомского княжества.
От брака с Конрадом II родился единственный сын ― Конрад III Старый, который в 1377 году стал соправителем  отца, а после его смерти в году в 1403 году унаследовал все его владения.
Агнесса умерла между 6 февраля и 27 апреля 1371 года во Вроцлаве и была похоронена в местной церкви Святой Марии.

## Семья
В 1352/1354 году Агнесса Цешинская вышла замуж за князя Конрада II Олесницкого. Супруги имели единственного сына:
- Конрад III Старый (ок. 1359 — 28 декабря 1412), князь князь Олесницкий, Козленский, Бытомский и Сцинавский (1403—1412).